# Roberto Pires
Roberto Pires (Salvador, 29 de setembro de 1934 — Salvador, 27 de junho de 2001) foi um cineasta brasileiro.
Com a capacidade de criar artesanalmente os equipamentos que usaria em seus filmes, Roberto Pires, inventou, na ótica de seu pai, a lente anamórfica Igluscope (semelhante a Cinemascope, que não havia no Brasil), e fez o primeiro longa-metragem baiano, Redenção (1958), filme que lançou o ator Geraldo Del Rey. O sucesso desse filme impulsionou um período importante do cinema brasileiro, o Ciclo Baiano de Cinema (1959-1963). O Ciclo, através de diretores como Glauber Rocha, deu fermento ao movimento do Cinema Novo.
Pires começou a trabalhar com cinema com um grupo de jovens do qual faziam parte Glauber, Luís Paulino dos Santos, Geraldo Del Rey, Helena Ignez, Antonio Pitanga, Othon Bastos, entre outros. Em 40 anos de carreira dirigiu oito filmes dos quais sete longas. No início da década de 1960, Roberto Pires produziu Barravento, o primeiro filme longa-metragem dirigido por Gláuber Rocha.
O Cego que Gritava Luz, do diretor João Batista de Andrade, foi praticamente o último filme com o qual Roberto Pires teve envolvimento antes de falecer em 2001. Roberto Pires deixou inacabado o projeto de filme Nasce o Sol a Dois de Julho.
Ficou famoso por retratar no cinema o acidente com a cápsula de césio 137, ocorrido em Goiânia, em 1987.
O filme Tocaia no Asfalto, do qual foi diretor e roteirista, foi restaurado, com patrocínio da Petrobras, através da Cinemateca Brasileira.
Roberto Pires morreu em 2001, em consequência de um câncer na garganta, supostamente por conta de uma contaminação pelo Césio 137, enquanto filmava seu famoso filme.
Sua história foi registrada pelo curta Artesão dos Sonhos, dirigido por Paulo Hermida, e no livro "Roberto Pires, inventor de cinema", de Aléxis Góis.
"Roberto Pires perseguiu e realizou seus sonhos. Sua paixão pelo cinema, sua paciência e amizade foram capazes de produzir algo que transcende a própria arte", escreveu Góis.

## Direção
- Sonho, o Calcanhar de Áquiles, curtas (1955)
- Redenção (1958) (creditado como Roberto C. Pires)[6]
- A Grande Feira (1961)
- Tocaia no Asfalto (1962) [4]
- Crime no Sacopã (1963)
- Máscara da Traição (1969)
- Em busca do Su$exo (1970)
- Abrigo Nuclear (1981)
- Alternativa Energética (documentário; 1982)
- Brasília, Última Utopia . Episódio: "A Volta de Chico Candango" (1989)
- Césio 137 - O Pesadelo de Goiânia (1990)
- Biodigestor (documentário; 1991)
- Energia Solar (documentário; 1991)

## Produção
- Barravento (1962)
- O Homem que Comprou o Mundo (1968)
- Como Vai, Vai Bem? (1969)
- O Cego que Gritava Luz (1997)